# 鳳桐寺
鳳桐寺（ほうとうじ）は、茨城県古河市牧野地にある日蓮宗の寺院。古河公方ゆかりの寺院である。旧本山は、身延山久遠寺。

## 歴史
当寺の縁起によれば、室町時代、初代古河公方・足利成氏が鎌倉にいたとき、成氏の開基・日延の開山により「鎌倉波路川之内上川原村」に創建され、成氏が古河に移座したとき（1455年）、あるいは第5代足利義氏のときに、古河に移転した。ただし、あいまいな点が多く、開基は足利義政とする記述もある。古河の歴史解説では、成氏が鎌倉に創建し、成氏に従って古河に移転したとする場合が多い。創建時には、境内に桐の老木があり、鳳凰が止まったことから「康正山 鳳桐寺」と呼ばれた。足利義氏の時代には公方家の祈願寺であり、住職が奉行人を勤めていた（『晃程文書』）。
江戸時代の初期、住職の心性院日遠が徳川家康から迫害を受け、側室のおまんの方に救われたことがあり、このとき山号を「心性山」に改めた。古河市内の妙光寺の縁起によれば、江戸時代には妙光寺の管理下に置かれていた。無住の時代が長かったが、昭和33年（1958年）に中興され、現在に至る。足利義政が奉納したとされる十羅刹女がある。

## 交通
- 鉄道
  - 東日本旅客鉄道（JR東日本）宇都宮線古河駅東口あるいは西口から徒歩26分（約2.1 km）、タクシー10分、西口にて市内観光用無料レンタル自転車「コガッツ」利用可[4]
  - 東武日光線新古河駅から徒歩30分（約2.4 km）